# Gandung
Gandung is een bestuurslaag in het regentschap Lebong van de provincie Bengkulu, Indonesië. Gandung telt 1211 inwoners (volkstelling 2010).